# Alexandra Canareica
Alexandra Canareica (n. 8 martie 1965) este o cântăreață română de muzică ușoară și profesoară de canto, din orașul Tulcea, județul Tulcea .
A debutat în anul 1983 la Festivalul Trofeul Tinereții de la Amara, Ialomița. Alături de Ramona Bădescu, este ultima câștigătoare a popularului concurs TV pentru tineri interpreți „Steaua fără nume”, la ultima mare finală ce a avut loc în martie 1989. A fost distinsă cu două premii la Festivalul Trofeul Tinereții de la Amara, la edițiile din 1983 și 1985, și cu alte două premii la Festivalul Național de Muzică Ușoară de la Mamaia, la edițiile din 1985 și 1986 . 
Între 1985 și 1990 a înregistrat 15 piese, majoritatea în primă audiție, pe muzica unor importanți compozitori de muzica ușoară, precum Doru Căplescu, Dani Constantin, Mihai Constantinescu, Dan Dimitriu, Petre Gălușanu, Viorel Gavrilă, Dinu Giurgiu, Jolt Kerestely, Gheorghe E. Marian, Alexandru Simu, Dan Stoian, Marius Țeicu. Nouă dintre aceste piese au fost incluse pe albumul „Cât dorul este dor”, lansat de artistă pe 29 noiembrie 2019, la Casa de discuri Eurostar .
Între 1992 și 2004, a cântat la mai multe hoteluri și localuri de 5 stele din Orientul Apropiat (Egipt, Iordania, Liban, Siria), cum ar fi: Marriott, Novotel, Sham Palace, Sheraton, Sofitel, Sonesta . 
Din septembrie 2008, este profesoară de canto muzică ușoară la departamentul Școala Populară de Arte și Meserii din cadrul Centrul Cultural „Jean Bart” din Tulcea (Școala Populară de Arte și Meserii din Tulcea a fost înființată în anul 1978, iar din anul 2010 departament de pregătire și perfecționare al Centrului Cultural „Jean Bart” Tulcea) .